# Tempestade tropical Dumako
A tempestade tropical moderada Dumako foi um ciclone tropical fraco que causou danos moderados em Madagascar. A quarta perturbação e quarta tempestade nomeada da temporada de ciclones do Sudoeste do Oceano Índico de 2021-22, foi a terceira tempestade a atingir Madagascar em 2022, depois de Ana e Batsirai.

## História meteorológica
Em 10 de fevereiro, uma zona de clima perturbado se formou sobre o sul do Oceano Índico central. Um dia depois, o JTWC o reconheceu como Invest 94S. No mesmo dia às 18:00 UTC, MFR designou o sistema como uma perturbação tropical. Um dia depois, o MFR elevou a perturbação para uma depressão tropical. O JTWC emitiu um Alerta de Formação de Ciclone Tropical para este sistema. Em 13 de fevereiro, o JTWC reconheceu o sistema como Tropical Cyclone 12S às 06:00 UTC. Às 18:00 UTC, o MFR atualizou o sistema para uma tempestade tropical moderada e o designou como Dumako. A tempestade continuou se intensificando e, às 06:00 UTC de 14 de fevereiro, Dumako atingiu seu pico de intensidade como uma tempestade tropical moderada, com ventos sustentados máximos de 10 minutos de 85 km/h (53 mph), ventos sustentados máximos de 1 minuto de 95 km/h (59 mph), e uma pressão central mínima de 993 hPa. Por volta das 12:00 UTC, Dumako atingiu a terra como uma tempestade tropical moderada perto da Ilha de Sainte-Marie, Madagascar, com ventos de 65 km/h (40 mph). Depois, devido à interação terrestre, a tempestade começou a enfraquecer. Depois de algumas horas, enfraqueceu em uma depressão tropical. Entrou no Canal de Moçambique antes de se dissipar em 18 de fevereiro.

## Impacto

### Madagáscar
Pelo menos 113 casas foram danificadas, mais de 5.000 pessoas foram afetadas. As inundações mataram pelo menos 14 pessoas em Madagascar e 4.323 pessoas ficaram desabrigadas.

### Moçambique e Malawi
Fortes chuvas foram registradas no sul do Malawi e causaram inundações em algumas áreas. A cidade de Quelimane sofreu inundações, com linhas de energia danificadas. 160 famílias foram deslocadas e 30 ha (74 acres) de plantações foram destruídos no distrito de Malema. Nenhuma morte foi relatada em Moçambique e Malawi.